# Abdellatif Jrindou
Abdellatif Jrindou (en arabe: عبد اللطيف جريندو), né le 1er octobre 1974 à Casablanca, est un footballeur international marocain reconverti entraîneur.
Évoluant au poste de défenseur central, il est le joueur le plus titré de l'histoire du football marocain avec un record de 19 titres. Il a remporté avec le Raja Club Athletic 15 trophées, ce qui fait de lui le deuxième joueur le plus titré de l'histoire du club, derrière Redouane El Haimer.
Abdellatif Jrindou est l'un des capitaines emblématiques du Raja et figure parmi les rares joueurs de l'histoire du club qui ont dépassé le barre des 300 rencontres. Il détient également le deuxième meilleur record de participations au Derby de Casablanca avec 18 matchs après l'autre Rajaoui Mohamed Oulhaj, qui y a participé 21 fois. Abdellatif rejoint l'équipe nationale marocaine en 1995, il y jouera 20 rencontres et marquera un seul but contre le Nigéria en 1996 au titre du Tournoi Hassan II.

## Biographie
Le 1er octobre de l'année 1974 connais la naissance d'une des icônes du football marocain, Abdellatif Jrindou, ce futur défenseur est né à la capitale économique Casablanca, il vit dans une famille berbère d'origine Soussi.
Jrindou est né juste quelques semaines après la finale de la Coupe du Trône 1974 dans laquelle le Raja remporte son premier trophée.
Amoureux du football, il commence le football dès sa jeunesse, il avait le profil du parfait défenseur central vu sa grande taille et ses bonnes détentes, il est par la suite transféré et formé à l'Olympique de Casablanca.
Jrindou se caractérisaient par son fair-play et sa combativité sur le terrain.

## Carrière professionnelle

### En club

#### Début avec l'Olympique (1993-1995)
Avec l'Olympique de Casablanca qui connaît sa période d'or au début des années 1990, Jrindou rejoint l'équipe première à l'âge de 19 ans en 1993, au début, il avait des difficultés à prendre sa place de titulaire vu la présence de plusieurs défenseurs expérimentés. Avec ce club, Abdellatif remporte le Championnat du Maroc, ensuite, il réussit à s'imposer et commence à jouer plus de minutes.

#### Capitaine du Raja (1995-2000)
En 1995, l'entraîneur russe Guennadi Rogov choisi Jrindou afin d'être transféré à l'emblématique équipe du Raja CA. Cet entraîneur sévère, qui était aussi un ancien défenseur, a vu en Abdellatif une future star et c'est pour cette raison qu'il le titularise malgré à 21 ans, ce qui permet au jeune joueur de prendre plus d'expérience et à rejoindre l'équipe nationale.
Abdellatif Jrindou contribue aux victoires successives et historiques du Raja des titres de championnat entre 1996 et 2000, ainsi que la Coupe du Trône 1996 et la Ligue des champions africaine en 1997 et 1999 en plus de plusieurs coupes internationales. Le niveau régulier de Jrindou le permet de gagner la confiance de tous les entraîneurs de son club et des supporters rajaouis. À la suite du départ d'Abdelilah Fahmi en 1999, Abdellatif Jrindou est nommé par Oscar Fulloné capitaine du Raja.
Il dispute sa première rencontre officielle contre l'Olympique Club de Khouribga au titre du championnat 1995-1996, remportée sur le score de 1-0 grâce à but de Mustapha Khalif, et marque le premier but avec les verts la même année contre Mouloudia d'Oujda, match gagné 1-0.
Le 7 avril 1996 au Stade Hassan II, se joue la finale de la coupe du trône 1996 contre les FAR de Rabat, après que les Verts ont battu le Rachad Bernoussi 3-0 en demi-finale. Le Raja rate beaucoup d'occasions et la mauvaise pelouse ne permet pas aux joueurs de développer leur jeu habituel. Et alors que tout le monde s'attend aux tirs au but, Jrindou surgit à la 119e minute sur un centre de Mustapha Moustawdae et inscrit le but décisif qui offre au Raja son 4e sacre de la compétition,.
Le 24 octobre 1997 au titre du 5e match de la phase de poules de la ligue des champions 1997 contre les angolais de Primeiro de Agosto, Abdellatif marque son premier but en compétitions africaines, match remporté sur le score de 4-0.
Lors de la finale retour de la Ligue des champions 1999, le Raja joua face à l'Espérance sportive de Tunis au Stade El Menzah. Dès les premières minutes de la rencontre, l'arbitre offre aux adversaires du Raja un penalty jugé inexistant par les commentateurs français d'Eurosport. De plus le capitaine Jrindou, qui a toujours eu une réputation d'être un joueur sage, reçoit directement un carton rouge. Abdellatif donna donc son brassard de capitaine à son coéquipier Mustapha Moustaoudae. Le penalty est finalement arrêté par Mustapha Chadli, et le Raja gagne le match avec 10 joueurs et s'adjuge sa troisième Ligue des champions.
Lors de l'année 2000, Jrindou participe avec le Raja, représentant de l'Afrique, à la Coupe du monde des clubs de la FIFA. Le capitaine est titulaire lors des trois rencontres de la compétition.

#### Transfert aux Émirats Arabes Unis (2000-2001)
À la suite de ses bonnes performances, après la Coupe du monde, Abdellatif Jrindou est transféré en 2000 au club émirati Al Ahly Dubaï avec montant record pour l'époque. Jrindou passe une saison au sein de cette équipe.

#### Retour au Raja (2001-2005)
En 2001, Abdellatif retourne au Maroc pour reprendre son poste de défenseur titulaire et de capitaine du Raja Club Athletic.
En 2002, Abdellatif Jrindou participe avec le Raja à la Ligue des champions de la CAF, lors des phases de groupes, il marque par penalty un but face aux égyptiens d'Al Ahly SC, match remporté à (2-1). Lors de cette édition, le Raja avec son capitaine Jrindou terminent la compétition finaliste.
Il remporte plusieurs titres avec le Raja durant cette période tels que la Coupe de la CAF 2003 et le Championnat en 2004.

#### Expérience en Arabie saoudite (2005-2006)
En 2005, Jrindou rejoint l'Arabie saoudite, au Ettifaq FC à nouveau où il passe six mois en prêt.

#### Fin de carrière avec l'équipe de cœur (2006-2010)

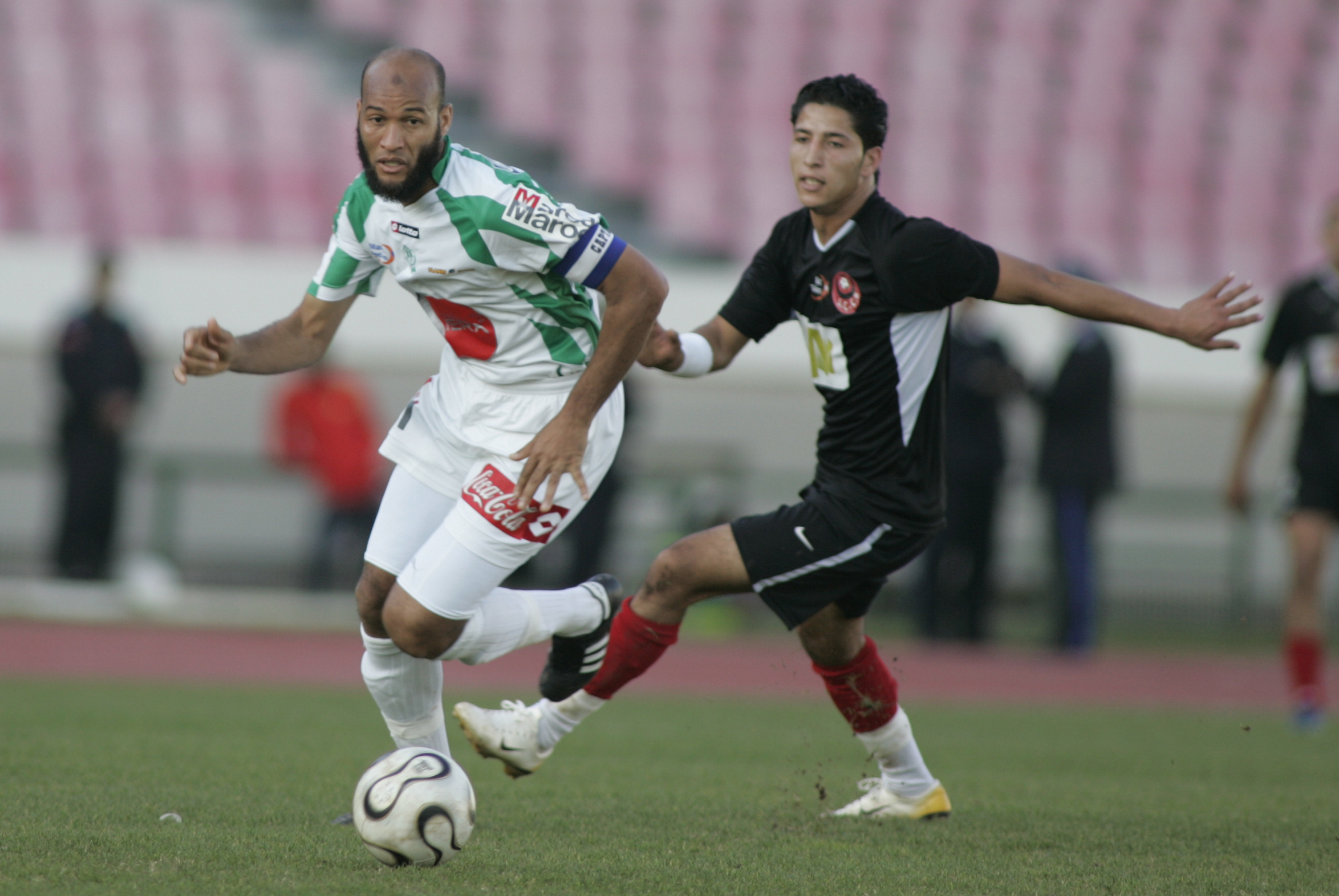
Abdellatif Jrindou sous le maillot du Raja contre Chabab Mohammedia en 2008-2009

Après de nombreuses expériences, Abdellatif retourna au Raja afin d'achever sa carrière professionnelle, c'est lui également qui s'occupe de lever le trophée de la Ligue des champions arabes 2006 reçu des mains du prince Moulay Rachid.
En 2009, âgé de 35 ans, Jrindou remporte avec le Raja le titre de Champion du Maroc après avoir été le capitaine durant toute la saison. Le 15 mai 2010, le Raja se déplace pour affronter l'ASFAR lors de la dernière journée. En tête du classement, les Verts n'ont besoin que d'une victoire pour remporter le titre, et pourtant, un but de Jawad Ouaddouch à la 60e minute vient anéantir leurs rêves, et offre le championnat au Wydad. C'est le dernier match de la carrière de Abdellatif Jrindou qui prend sa retraite sportive et passe ses diplômes d'entraineur.

### En sélection
Abdellatif Jrindou est sélectionné pour la première fois pour rejoindre l'Équipe du Maroc en 1995, sa première apparition était en amical lors du 17 mai 1995 contre l'Égypte.
Abdellatif participe avec la sélection nationale à la Coupe d'Afrique des nations en 1998 mais il n'a pas été convoqué par l'entraîneur Henri Michel afin de disputer la Coupe du monde 98, la chose qui crée une polémique chez les rajaouis et selon plusieurs observateurs Jrindou et comme plusieurs joueurs du Raja (Mustapha Chadili, Mustapha Moustawdae, Omar Nejjary), n'ont tous pas eu la chance de porter longtemps les couleurs nationale au sein de l'équipe première. Jrindou quand même joua 20 matchs internationaux avec le Maroc, il inscrit également un seul but lors d'une rencontre face au Nigeria en 1996.
Face au Gabon, Jrindou joue son dernier match en 2001 lors des qualifications à la Coupe d'Afrique des nations de football 2002.

## Carrière d'entraîneur
Après avoir mis fin à sa carrière en 2010, Jrindou a occupé durant la saison 2010--2011 le poste d’entraineur-adjoint de l'équipe première aux côtés de M'hamed Fakhir avec qui il réussit à remporter le championnat 2010-2011. Après le départ de Fakhir, Jrindou restera dans le même poste d'adjoint la saison suivante mais cette fois avec le Français Bertrand Marchand.
Abdellatif entraînera par la suite la Jeunesse d'El Massira en 2013 puis il a été nommé en 2014 par la Fédération royale marocaine de football comme en entraîneur de l'équipe du Maroc des moins de 17 ans jusqu'à 2015. L'année suivante, Jrindou retourne à ses origines et s'engage avec l'Olympique Dcheira.
Le 28 août 2020, il s'engage avec le Maghreb de Fès qui évolue en deuxième division, et parvient à le faire remonter en Botola, quatre ans après sa relégation.
Il occupe le poste de directeur de la formation au Raja Club Athletic du 14 mars au 21 septembre 2021.

## Carrière

### En tant que joueur
- 1993-1995:  Olympique de Casablanca
- 1995-2000:  Raja Club Athletic
- 2000-2001:  Al Ahly Dubaï
- 2001-2005:  Raja Club Athletic
- 2005-2006:  Al Ittifaq Dammam
- 2006-2010:  Raja Club Athletic

### En tant qu'entraîneur
- 2010-2012:  Raja Club Athletic (entraîneur-adjoint)
- 2013-2014:  Jeunesse d'El Massira
- 2014-2015:  Maroc U-17
- 2016-2017:  Olympique Dcheira
- 2020-2021:  Maghreb de Fès

## Sélections en équipe nationale
| Caps | Date       | Match                | Lieu        | Score | Compétition     | Marqué |
| 1    | 17/05/1995 | Maroc - Egypte       | Marrakech   | 0 - 0 | Amical          | --     |
| 2    | 15/11/1995 | Maroc – Mali         | Rabat       | 2 - 0 | Amical          | --     |
| 3    | 03/01/1996 | Maroc - Tunisie      | Rabat       | 3 - 1 | Amical          | --     |
| 4    | 17/01/1996 | Arménie - Maroc      | Vitrolles   | 0 - 6 | Amical          | --     |
| 5    | 07/02/1996 | Maroc - Luxembourg   | Rabat       | 2 - 0 | Amical          | --     |
| 6    | 20/03/1996 | Egypte - Maroc       | Dubai       | 0 - 2 | Tournoi EAU     | --     |
| 7    | 23/03/1996 | Corée du sud - Maroc | Dubai       | 2 - 2 | Tournoi EAU     | --     |
| 8    | 26/03/1996 | EAU - Maroc          | Dubai       | 1 - 0 | Tournoi EAU     | --     |
| 9    | 29/08/1996 | Maroc - Zaire        | Settat      | 7 - 0 | Amical          | --     |
| 10   | 12/12/1996 | Maroc - Nigeria      | Casablanca  | 2 - 0 | Coupe Hassan II | 1      |
| 11   | 26/04/1997 | Sierra Leone - Maroc | Freetown    | 0 - 1 | Elim. CM 1998   | --     |
| 12   | 27/07/1997 | Maroc - Sénégal      | Rabat       | 3 - 0 | Elim. CAN 1998  | --     |
| 13   | 16/08/1997 | Maroc - Gabon        | Casablanca  | 2 - 0 | Elim. CM 1998   | --     |
| 14   | 17/02/1998 | Egypte - Maroc       | Ouagadougou | 0 - 1 | CAN 1998        | --     |
| 15   | 22/04/2000 | Maroc - Gambie       | Casablanca  | 2 - 0 | Elim. CM 2002   | --     |
| 16   | 08/02/2001 | Maroc - Corée du sud | Abou Dhabi  | 1 - 1 | Tournoi         | --     |
| 17   | 16/06/2001 | Maroc - Gabon        | Fès         | 0 - 1 | Elim. CAN 2002  | --     |
| ---- | ---------- | -------------------- | ----------- | ----- | --------------- | ------ |

## Palmarès

### Comme joueur
Olympique de Casablanca (3 titres)
- Championnat du Maroc (1)
  - Champion : 1994.
  - Vice-champion : 1995.
- Coupe arabe des vainqueurs de coupe (2)
  - Champion : 1993 et 1994.

 Raja Club Athletic (15 titres)
- Championnat du Maroc (7)
  - Champion : 1996, 1997, 1998, 1999, 2000, 2004 et 2009.
  - Vice-champion : 2003, 2005 et 2010.

- Coupe du Trône (2)
  - Vainqueur : 1996 et 2005.

- Ligue des Champions de la CAF (2)
  - Champion : 1997 et 1999.
  - Finaliste : 2002.

- Coupe Afro-Asiatique (1)
  - Vainqueur : 1998.

- Supercoupe d'Afrique (1)
  - Vainqueur : 2000.
  - Finaliste : 1998.

- Coupe de la CAF (1)
  - Vainqueur : 2003.

- Ligue des champions arabes (1)
  - Vainqueur : 2006.
  - Finaliste : 1996.

### Comme entraîneur
Raja Club Athletic (entraîneur adjoint) :
- Championnat du Maroc (1)
  - Champion : 2011

## Divers
- Abdellatif Jrindou est le second joueur marocain le plus titré de tous les temps avec un total de 20 titres.

- Abdellatif Jrindou est le joueur le plus titré de l'histoire du Centrale Laitière AS avec 5 titres.

- Abdellatif Jrindou est le second joueur le plus titré de l'histoire du Raja CA avec 15 titres.

- Jrindou détient le troisième meilleur record de nombre de participations au Derby de Casablanca.

- Jrindou reste parmi les joueurs les plus capés de l'histoire du Raja.